# Norsjö distrikt
Norsjö distrikt är det enda distriktet i Norsjö kommun i Västerbottens län. Distriktet ligger omkring Norsjö i nordvästra Västerbotten.

## Tidigare administrativ tillhörighet
Distriktet inrättades 2016 och utgörs av hela Norsjö kommun som också motsvarar Norsjö socken.
Området motsvarar den omfattning Norsjö församling hade 1999/2000.

## Tätorter och småorter
I Norsjö distrikt finns två tätorter och sju småorter.

### Tätorter
- Bastuträsk
- Norsjö

### Småorter
- Bjurträsk
- Gumboda
- Kvarnåsen
- Norsjövallen
- Risliden
- Svansele
- Åmliden